# سارا خان (بازیگر)
سارا خان (به انگلیسی: Sara Khan) (زاده ۱۹۹۲) بازیگر، مدل هندی است.